# Регистарске ознаке у Грузији
Садашње регистарске таблице у Грузије се састоје од два слова, цртице, три броја, цртице и два слова у црној боји на белој позадини са плавом вертикалном траком на левој страни. Таблице се издају латиничним писмом. Грузијске регистарске таблице су исте величине као најобичније европске регистарске таблице. Све таблице имају скраћеницу „GE“ у доњем левом углу плоче и државну заставу у горњем левом углу. Ове регистарске таблице новог стила су у употреби од 1. септембра 2014. године.
Нова регистарска таблица има комплете од два слова првог и последњег, са три броја у средини. Плава трака са леве стране садржи грузијску заставу и „GE“, а са доње десне стране је мали безбедносни холограм. Као додатне сигурносне карактеристике, таблице имају симбол воденог жига LEPL сервисне агенције MIA-а Грузије и машински читљив код матрице података у близини холограма. Старе таблице са три слова, цртицом и три броја, у црној боји на белој позадини, постале су неважеће у септембру 2020. године. За смештај власника увезених америчких или јапанских возила, доступна је и квадратна таблица.

## Претходни стил
Између 1977. и 1993. године, грузијске регистарске таблице су произведене у складу са совјетским стандардом GOST 3207-77, исто као и регистарске таблице Азербејџанса у то време. Алфанумеричка секвенца је имала облик: x #### XX, где је мало ћирилично x контраслово; # је било која цифра у опсегу 0-9; и XX су два велика ћирилична слова која означавају где је возило први пут регистровано.
Грузија је користила кодове ГА, ГГ и ГР, АИ је коришћен само за Абхазију, а УО само за Јужну Осетију .

## Некадашње ознаке возила
- А - Тбилиси
- Б - Аџарија
- Ц - Абхазија
- Д - Кутаиси
- Е - Рустави
- Ф - Зугдиди
- Н - Ахалцихе
- О - Гори
- П - Мцхета
- Р - Телави
- С - Болниси

Свако може купити комбинацију која му се свиђа. Неке комерцијалне организације су откупиле све низове бројева старих регистарских таблица у оквиру једне трословне комбинације. Амбуланта су имала таблице у серији ПСП, након што их је спонзорисала фармацеутска компанија, а ватрогасна возила имају таблице у СОС серији.

## Абхазија и Јужна Осетија
Абхазија и Јужна Осетија издају своје регистарске таблице: таблице руског типа у Абхазији и совјетске таблице у Јужној Осетији. Од 2004. године, ове регистарске таблице су забрањене за употребу на територији коју контролише влада Грузије, док се грузијске таблице не смеју користити на територији коју контролишу републике. Већина аутомобила који прелазе границе Абхазије и Јужне Осетије морају користити руске регистарске таблице.

## Војне таблице
Од 2011. године таблице патролних возила војне полиције биле су црне са белим словима, са уском жутом траком на левој страни која садржи слова „GA“ једно изнад другог. Шифра је била; два латинична слова која прате три броја, са сигурносним холограмом који их раздваја . Обичне војне таблице добијају зелену траку са леве стране.

## Амбасаде и конзулати
| Code | Country or organization                           |
| ---- | ------------------------------------------------- |
| 01   | Немачка                                           |
| 02   | Сједињене Државе                                  |
| 03   | Турска                                            |
| 04   | Израел                                            |
| 05   | Кина                                              |
| 06   | Русија                                            |
| 07   | Уједињене Нације                                  |
| 08   | Организација за европску безбедност и сарадњу     |
| 09   | Иран                                              |
| 10   | Ватикан                                           |
| 11   | Јерменија                                         |
| 12   | Француска                                         |
| 13   | Црвени крст                                       |
| 14   | Украјина                                          |
| 15   | Интернационалне организације                      |
| 16   | Европска Унија                                    |
| 17   | Уједињено Краљевство                              |
| 18   | Грчка                                             |
| 19   | Азербејџан                                        |
| 20   | Светска банка                                     |
| 21   | Румунија                                          |
| 22   | Пољска                                            |
| 23   | Обала Слоноваче                                   |
| 24   | Летонија                                          |
| 25   | Европска банка за обнову и развој                 |
| 26   | Бугарска                                          |
| 27   | Међународни комитет Црвеног крста                 |
| 28   | Швајцарска                                        |
| 29   | Италија                                           |
| 30   | Сан Марино                                        |
| 31   | Холандија                                         |
| 32   | Чешка                                             |
| 33   | Шведска                                           |
| 35   | Казахстан                                         |
| 36   | Савет Европе                                      |
| 37   | Филипини                                          |
| 38   | Данска                                            |
| 39   | Литванија                                         |
| 40   | Естонија                                          |
| 41   | Високи комесаријат Уједињених нација за избеглице |
| 43   | Ирак                                              |
| 44   | Шпанија                                           |
| 45   | Мађарска                                          |
| 46   | Посматрачка мисија Европске уније                 |
| 47   | Азијска развојна банка                            |
| 48   | Словачка                                          |
| 49   | НАТО                                              |
| 50   | Јапан                                             |
| 51   | Ирска                                             |
| 52   | Словенија                                         |
| 54   | Малта                                             |
| 55   | Канада                                            |
| 56   | Бразил                                            |
| 57   | Индонезија                                        |
| 59   | Катар                                             |
| 63   | Аустрија                                          |
| 65   | Туркменистан                                      |
| 67   | Јужна Кореја                                      |
| 75   | Норвешка                                          |